# Sam Pivnik

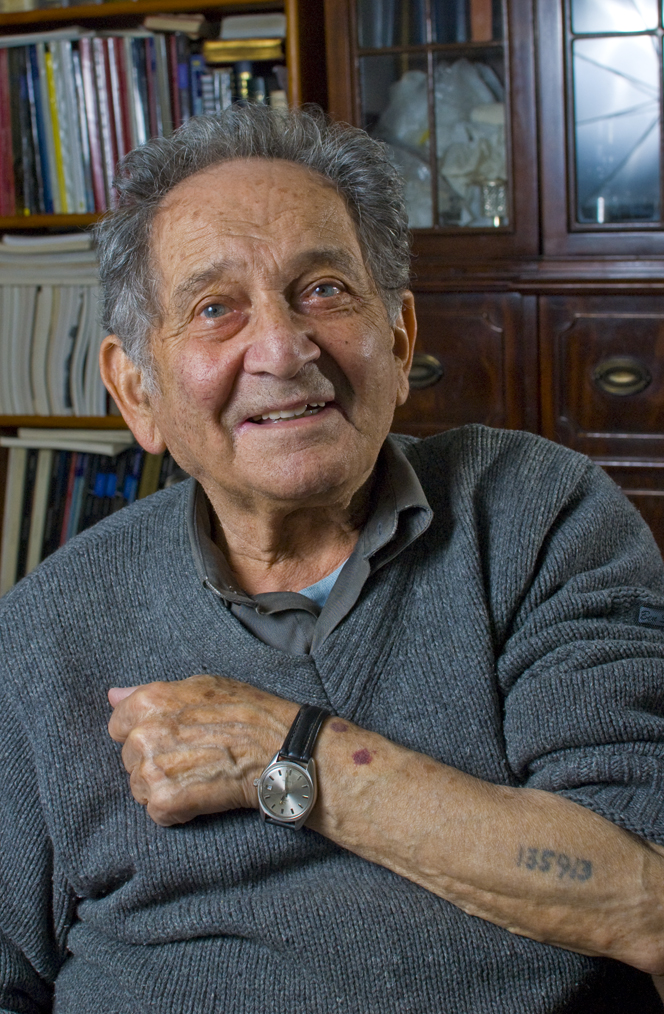
Sam Pivnik

Sam Pivnik (eigentlich Schmuel Pivnik) (* 1. September 1926 in Będzin; † 30. August 2017 in London) war ein Holocaust-Überlebender, Zeitzeuge und Autor.
Die Familie Pivnik lebte vom Frühjahr 1943 bis zum 6. August 1943 in einem Ghetto in Będzin, als die Familie ins KZ Auschwitz-Birkenau deportiert wurde. Sam Pivniks Vater, seine Mutter, die Schwester Chana und die Brüder Mayer, Wolf und Josek wurden sofort nach ihrer Ankunft ermordet. Seine ältere Schwester Hendla überlebte nur rund 10 Tage, bis sie zur Gaskammer geschickt wurde. Sein älterer Bruder Nathan wurde schon früher von der Familie getrennt und überlebte ebenfalls, er wurde ins Lager Blechhammer, ein Außenlager von Auschwitz, deportiert.
In seiner Autobiografie Survivor: Auschwitz, The Death March and My Fight for Freedom (Deutsch: Der letzte Überlebende) berichtet der Autor von seinem Überleben während des Holocaust in den Konzentrationslagern Auschwitz-Birkenau, Fürstengrube sowie auf dem Flüchtlingsschiff Cap Arcona.
Pivnik lebte zuletzt in einem jüdischen Seniorenheim in London, wo er 2017 zwei Tage vor seinem 91. Geburtstag starb.

## Autobiografie
- Survivor. Auschwitz, The Death March and My Fight for Freedom. Hodder & Stoughton, London 2013, ISBN 978-1444758399.
  - deutsche Übersetzung von Ulrike Strerath-Bolz: Der letzte Überlebende. Wie ich dem Holocaust entkam. Konrad Theiss Verlag, Darmstadt 2017, ISBN 978-3-8062-3478-7.
  - Neuausgabe der Übersetzung von Ulrike Strerath-Bolz: Der letzte Überlebende. Der Junge, der 14-mal dem Tod entkam. Wissenschaftliche Buchgemeinschaft, Darmstadt 2021, ISBN 978-3-534-27331-7.